# 김병석
김병석(한국 한자: 金秉析, 1985년 11월 17일 ~ )은 대한민국의 축구 선수이며 포지션은 공격형 미드필더 및 공격수 겸 수비수이다.

## 축구인 경력

### 선수 경력
2007년 숭실대학교를 중퇴하고 포르투갈의 비토리아 세투발에 입단하였다. 2006-07 시즌 중반에 합류하였으나 11경기에 출전하여 1골을 기록하며 비교적 많은 출전 기회를 받았으나 2007-08 시즌 감독이 바뀐 이후 주전 경쟁에서 밀려 리그 5경기 출전에 그쳤다.
2009년 몬테디오 야마가타와 2년 계약을 체결하며 일본 무대에 진출하여 2시즌 간 리그 22경기에서 출전 2골을 기록하였다. 계약 기간 만료 후 J리그 디비전 2의 사간 도스에 입단하여 1년 간 활약하였으나 국내 복귀를 마음먹고 K리그 행을 추진하였다. 하지만 여의치 않자 알나스르와 계약을 체결하였다.
2012년 여름 알나스르를 떠나 광주 FC의 입단 테스트를 받는 등 국내 이적을 다시 타진하였고 대전 시티즌의 러브콜을 받고 대전에 입단하였고, 강원 FC와의 경기에서 선제골을 넣는 등 선전했다.
2014년을 앞두고 군복무로 안산 경찰청 축구단에 입단했고, 미드필더였지만 수비수로 기용되었다.
2015년 9월 25일 안산 경찰청에서의 군 복무를 마치고 원 소속팀 대전으로 복귀해 수비형 미드필더로 활약했으나, 끝내 대전의 강등을 막지는 못하였고, 2016년 대전과 재계약하였고, 대전의 주장으로 선임되었다.
2017년 서울 이랜드로 이적했으나, 반년만에 6월 30일 안산 그리너스 FC로 이적했다.
2018년 청주 시티 FC로 이적하였다.

## 플레이 스타일
김병석은 해외 여러나라의 프로축구팀 소속으로 뛴 경험이 풍부하며, 공격형 미드필더부터 쉐도우 스트라이커, 윙 포워드 등의 공격 위주의 포지션에서부터 수비수까지 모든 포지션을 잘 소화할 수 있는 만능 멀티플레이어이다.
특히 빈 틈을 파고 들어 슈팅 기회를 만드는 것, 중앙과 측면을 넘나들며 허를 찌르는 패스와 전환 플레이, 경기 조율 능력 역시 김병석의 강점 중 하나이다.